# Leptopogon superciliaris
El orejero coronigrís (Leptopogon superciliaris) es una especie de ave paseriforme de la familia Tyrannidae perteneciente al género Leptopogon. Algunos autores sostienen que se divide en dos especies. Es nativo del sureste de América Central y del norte y oeste de América del Sur, también en Trinidad.

## Nombres comunes
Se le denomina también atrapamoscas sepia (en Colombia), mosquerito de gorro gris, mosquerito orejinegro (en Costa Rica), orejero gorripizarro (en Ecuador), mosquerito de gorro pizarroso (en Perú), levanta alas gorro gris (en Venezuela) o mosquerito gorripizarra (en Panamá).

## Distribución y hábitat
Se distribuye desde las montañas de Costa Rica y Panamá, hacia el sur, a occidente de los Andes, por el oeste de Colombia y Ecuador; y a oriente de los Andes, por Colombia (las tres cordilleras) hacia el este hasta el norte de Venezuela y Trinidad y Tobago, y hacia el sur por el este de Ecuador, hasta el sureste de Perú y noroeste de Bolivia.
Esta especie es considerada común en su hábitat natural; el sotobosque de bosques de piedemonte y montanos bajos, principalmente entre los 500 y los 1800 m de altitud.

## Sistemática

### Descripción original
La especie L. superciliaris fue descrita por primera vez por el ornitólogo suizo Johann Jakob von Tschudi en 1844 bajo el mismo nombre científico; la localidad tipo es: «Montaña de Vitoc, Perú».

### Etimología
El nombre genérico masculino «Leptopogon» se compone de las palabras del griego «leptos» que significa ‘fino, esbelto’, y « pōgōn,  pōgōnos» que significa ‘barba, vibrisas’; y el nombre de la especie «superciliaris» en latín moderno significa ‘de cejas’.

### Taxonomía
La subespecie Leptopogon superciliaris albidiventer, es considerada como la especie separada Leptopogon albidiventer por Aves del Mundo (HBW) y Birdlife International (BLI) con base en diferencias morfológicas y de vocalización.
La mayoría de las poblaciones muestra una extraordinaria variación individual (especialmente en el color de las bandas alares), inclusive en una única localidad, y la mayoría de las subespecies propuestas no se pueden distinguir una de las otras, por lo tanto los taxones propuestos hellmayri (de Costa Rica y oeste de Panamá), transandinus (del este de Panamá al oeste de Ecuador), poliocephalus (de los Andes centrales y orientales de Colombia), venezuelensis (del norte de Venezuela) y pariae (del extremo noreste de Venezuela y Trinidad) se incluyen todos en la nominal.

### Subespecies
Según la clasificación del Congreso Ornitológico Internacional (IOC) se reconocen dos subespecies, con su correspondiente distribución geográfica:
- Leptopogon superciliaris superciliaris Tschudi, 1844 – montañas de Costa Rica y Panamá, Colombia (las tres cordilleras), frontera Venezuela – Colombia (Serranía del Perijá), norte de Venezuela (Andes, y cordillera de la Costa y península de Paria), Trinidad, Ecuador (ambas pendientes de los Andes) y este de Perú (al sur hasta Ayacucho).
- Leptopogon superciliaris albidiventer Hellmayr, 1918 –  oriente de los Andes de Perú (hacia el sur desde Cuzco) y norte de Bolivia (La Paz, Cochabamba, oeste de Santa Cruz).